# Tổng công ty Thép Việt Nam
Tổng Công ty Thép Việt Nam - CTCP (tên tiếng Anh: Viet Nam Steel Corporation, viết tắt: VNSTEEL) là một công ty cổ phần được hình thành từ sự hợp nhất của 2 Tổng Công ty: Tổng công ty Thép Việt Nam và Tổng công ty Kim khí. Trong đó: Tổng Công ty Thép Việt Nam chuyên sản xuất gang thép với các cơ sở chủ lực là Công ty Gang thép Thái Nguyên, Công ty Thép Miền Nam và Công ty Thép Đà Nẵng.

## Cơ cấu Tổ chức
Cơ cấu bộ máy quản lý, điều hành bao gồm:
- Hội đồng quản trị: 05 thành viên do Đại hội đồng cổ đông bầu.
- Ban Kiểm soát: do Đại hội đồng cổ đông bầu.
- Ban Kiểm toán nội bộ: Do Hội đồng quản trị thành lập
- Thư ký Tổng công ty: Do Hội đồng quản trị quyết định
- Tổng Giám đốc và 3 Phó Tổng Giám đốc.
- Phòng/ Ban chức năng nghiệp vụ:
  - Kế hoạch Thị trường;
  - Tài chính Kế toán;
  - Kỹ thuật Đầu tư;
  - Công nghệ Thông tin;
  - Tổ chức Nhân sự;
  - Pháp chế
  - Văn phòng Tổng Công ty.

Tổng số lao động tại Tổng Công ty là 100 người,
- Các công ty hạch toán phụ thuộc:
  - Công ty Trách nhiệm hữu hạn một thành viên Thép tấm lá Phú Mỹ - VNSTEEL;
  - Công ty Trách nhiệm hữu hạn một thành viên Thép Miền Nam - VNSTEEL;
  - Công ty cổ phần thép Nhà Bè - VNSTEEL;
  - Công ty cổ phần thép Thủ Đức - VNSTEEL;
  - Công ty cổ phần thép Vicasa - VNSTEEL.
  - Trung tâm Hợp tác lao động với nước ngoài;
  - Công ty Tư vấn thiết kế MDC;
  - Khách sạn Phương Nam;
  - Viện Luyện kim đen;
- Công ty con có vốn góp chi phối:
  - Công ty cổ phần Kim khí Hà Nội - VNSTEEL;
  - Công ty cổ phần Kim khí miền Trung;
  - Công ty cổ phần Kim khí Thành phố Hồ Chí Minh;
  - Công ty cổ phần Kim khí Bắc Thái;
  - Công ty liên doanh Vật liệu chịu lửa Nam Ưng;
  - Công ty cổ phần Thép Đà Nẵng;
  - Công ty cổ phần Thép Tân Thuận;
  - Công ty cổ phần Bóng đá thép miền Nam - cảng Sài Gòn.
  - Công ty Gang thép Thái Nguyên;
  - Công ty Luyện cán thép Nhà Bè;
  - Công ty Luyện cán thép Thủ Đức;
  - Công ty Luyện cán thép Biên Hoà.
- Công ty con có vốn góp:
  - Công ty cổ phần Cơ điện luyện kim Thái nguyên;
  - Công ty cổ phần Trúc Thôn;
  - Công ty cổ phần Lưới thép Bình Tây;
  - Công ty cổ phần Đầu tư và Xây dựng miền Nam;
  - Công ty Thép VSC - POSCO (VPS);
  - Công ty liên doanh Sản xuất thép Vinausteel (VINAUSTEEL);
  - Công ty Thép VinaKyoei (VINAKYOEI);
  - Công ty TNHH NatsteelVina (NATSTEELVINA);
  - Công ty Ống thép Việt Nam (VINAPIPE);
  - Công ty liên doanh Trung tâm thương mại quốc tế (IBC);
  - Công ty TNHH Cảng quốc tế Thị Vải;
  - Công ty TNHH Posvina;
  - Công ty liên doanh NippoVina;
  - Công ty Tôn Phương Nam;
  - Công ty Sản xuất sản phẩm mạ công nghiệp Vingal;
  - Công ty Gia công và Dịch vụ thép Sài Gòn;
  - Công ty Thép Tây Đô;
  - Công ty TNHH Cơ khí Việt - Nhật;
  - Công ty cổ phần Bảo hiểm PJICO;
  - Công ty TNHH Khoáng sản và Luyện kim Việt - Trung;
  - Công ty cổ phần Cơ khí luyện kim.
  - Công ty cổ phần sắt Thạch Khê (Hà Tĩnh)

## Lịch sử
- Từ năm 1996- 2006, Tổng công ty Thép Việt Nam được tổ chức và hoạt động theo mô hình Tổng công ty 91.
- Ngày 23 tháng 11 năm 2006, Thủ tướng Chính phủ đã ký Quyết định 266/2006/QĐ-TTg về việc phê duyệt đề án chuyển Tổng công ty Thép Việt Nam sang hoạt động theo mô hình Công ty mẹ - Công ty con[1].
- Ngày 23 tháng 11 năm 2006, Thủ tướng Chính phủ đã ký Quyết định 267/2006/QĐ-TTg về việc thành lập Công ty mẹ - Tổng công ty Thép Việt Nam.[2]
- Ngày 1/7/2007, Tổng Công ty đã hoàn tất các thủ tục pháp lý và các quy chế vận hành nội bộ chuyển sang hoạt động thep mô hình Công ty mẹ - Công ty con theo Quyết định của Thủ tướng Chính phủ.
- Ngày 5 tháng 2 năm 2013, Hội đồng quản trị Tổng công ty Thép Việt Nam – CTCP ban hành Quyết định số 33/QĐ-VNS phê duyệt Đề án Tái cơ cấu Tổng công ty Thép Việt Nam – CTCP theo đó chuyển các đơn vị hạch toán phụ thuộc thành các Công ty TNHH MTV, chấm dứt hoạt động của các chi nhánh kinh doanh và chuyển Trụ sở phía Nam thành Văn phòng đại diện tại TP. Hồ Chí Minh.
- Ngày 27/10/2015, Hội đồng quản trị Tổng công ty Thép Việt Nam – CTCP đã ban hành Nghị quyết số 11/NQ-VNS về việc đăng ký giao dịch cổ phiếu của Tổng công ty Thép Việt Nam – CTCP trên Sở giao dịch Chứng khoán Hà Nội (HNX).
- Ngày 19/04/2019, quyền đại diện chủ sở hữu nhà nước tại Tổng công ty Thép Việt Nam – CTCP chính thức được chuyển từ Bộ Công thương về Tổng công ty Đầu tư và kinh doanh vốn nhà nước (SCIC) theo chỉ đạo của Chính phủ, nhằm tăng cường công tác chỉ đạo, đẩy mạnh công tác tái cơ cấu lại, sắp xếp, đổi mới, cổ phần hoá và thoái vốn nhà nước tại doanh nghiệp.

## Vụ án dự án gang thép Thái Nguyên
Cty CP Gang thép Thái Nguyên (TISCO) sau một thập kỷ xây dựng nhưng cứ dặt dẹo. Nó chẳng khác gì một "nhà máy ma", tiền làm không ra mà còn đội vốn lên gấp đôi. Dự án Gang thép Thái Nguyên được khởi động (giai đoạn 1) năm 2007 với tổng vốn đầu tư ban đầu là 3.843 tỉ đồng (242,5 triệu USD). 5 năm sau, vào 2012, dự án giai đoạn 2 buộc phải dừng lại do thiếu vốn. Đến ngày 15.5.2013, Chủ tịch HĐQT TISCO điều chỉnh TMĐT Dự án là 8.104.907,173 triệu đồng (tăng 4.261.000 triệu đồng gấp hơn 2 lần so với phương án được phê duyệt), thời gian thực hiện đến hết năm 2014 đi vào hoạt động. Thực tế, Gói thầu EPC đã tạm dừng thi công từ năm 2013 đến nay, các hạng mục đều chưa hoàn thành. Tuy hơn 4.500 tỷ đồng đã được đổ vào đây nhưng đổi lại là một nhà máy hoang tàn, cỏ dại mọc xung quanh. Khắp nơi là ống thép, khung nhà, thiết bị... làm dở dang trơ gan cùng mưa nắng.

### Tố tụng
Cơ quan Cảnh sát điều tra Bộ Công an (C03) đã ra quyết định khởi tố vụ án dự án gang thép Thái Nguyên. 5 bị can bị khởi tố, bắt tạm giam là Mai Văn Tinh - Nguyên Chủ tịch HĐQT Tổng công ty thép Việt Nam, Đậu Văn Hùng - Nguyên Tổng giám đốc Tổng công ty thép Việt Nam, Trần Trọng Mừng - Nguyên Tổng giám đốc Công ty TISCO, Trần Văn Khâm - Nguyên Chủ tịch HĐQT, Tổng giám đốc Công ty TISCO, Ngô Sỹ Hán - Nguyên Phó Tổng giám đốc, Trưởng ban Quản lý dự án mở rộng sản xuất giai đoạn 2- Công ty TISCO.

### Kết luận của Ủy ban Kiểm tra Trung ương

#### Ngày 9/12/2019
Ngày 9/12, Ủy ban Kiểm tra Trung ương xác định:
- Ông Hoàng Trung Hải, Ủy viên Bộ Chính trị, Bí thư Thành ủy Hà Nội, trong thời gian giữ cương vị ủy viên Ban cán sự Đảng, Phó thủ tướng Chính phủ đã có vi phạm, khuyết điểm khi cho một số ý kiến chỉ đạo đối với Dự án mở rộng sản xuất giai đoạn 2 Công ty Gang thép Thái Nguyên (Dự án TISCO II).
- Ông Vũ Huy Hoàng, Bí thư Ban cán sự đảng, Bộ trưởng (giai đoạn 2007-2016), nguyên thứ trưởng Lê Dương Quang, Đỗ Hữu Hào cùng chịu trách nhiệm về những vi phạm, khuyết điểm của Ban cán sự đảng Bộ Công Thương.
- Các cán bộ nguyên Bí thư Đảng ủy, nguyên Chủ tịch HĐQT Tổng Công ty Thép Việt Nam là Nguyễn Kim Sơn, Đặng Thúc Kháng ông Lê Phú Hưng, nguyên Phó Bí thư Đảng ủy, nguyên Tổng giám đốc và ông Trịnh Khôi Nguyên, Ủy viên Ban Thường vụ Đảng ủy, Phó tổng giám đốc Tổng Công ty Thép Việt Nam cùng chịu trách nhiệm về những vi phạm, khuyết điểm của Ban Thường vụ Đảng ủy.[7]

#### Ngày 8/1/2020
Ủy ban Kiểm tra Trung ương quyết định thi hành kỷ luật khai trừ ra khỏi Đảng đối với các ông: Mai Văn Tinh, nguyên Bí thư Đảng ủy, nguyên Chủ tịch HĐQT; Đậu Văn Hùng, nguyên Phó bí thư Đảng ủy, nguyên Tổng giám đốc VNS; Trần Văn Khâm, nguyên Bí thư Đảng ủy, nguyên Chủ tịch HĐQT; Trần Trọng Mừng, nguyên Bí thư Đảng ủy, nguyên Tổng giám đốc; Ngô Sỹ Hán, nguyên Ủy viên Ban Thường vụ Đảng ủy, nguyên Phó tổng giám đốc Công ty gang thép Thái Nguyên (TISCO).
Ngoài ra họ cũng quyết định cảnh cáo đối với các ông Văn Trọng Lý, nguyên Phó chủ nhiệm Văn phòng Chính phủ; Nguyễn Văn Tài, nguyên hàm Vụ trưởng Văn phòng Chính phủ; Đỗ Cảnh Dương, Tổng cục trưởng Tổng cục Địa chất - Khoáng sản, Bộ TN-MT, nguyên cán bộ Văn phòng Chính phủ. Đồng thời, kỷ luật khiển trách đối với các ông Nguyễn Hữu Vũ, nguyên Phó chủ nhiệm Văn phòng Chính phủ; Đặng Thúc Kháng, nguyên Bí thư Đảng ủy, nguyên Chủ tịch HĐQT; Lê Phú Hưng, nguyên Phó bí thư Đảng ủy, nguyên Tổng giám đốc VNS.
UBKT T.Ư cũng đề nghị Bộ Chính trị xem xét, thi hành kỷ luật đối với ông Hoàng Trung Hải, Ủy viên Bộ Chính trị, Bí thư Thành ủy Hà Nội. Ông Hải đã có vi phạm, khuyết điểm khi cho một số ý kiến chỉ đạo đối với dự án mở rộng sản xuất giai đoạn 2 của TISCO.